# Ilija Petković
Ilija Petković (Servisch: Илија Петковић) (Knin, 22 september 1945 – Belgrado, 27 juni 2020) was een voetballer en voetbalcoach van Servische afkomst. Hij speelde zelf als middenvelder, onder meer voor OFK Beograd. Tijdens het WK 2006, en de kwalificatiewedstrijden daarvoor, was hij coach van het inmiddels ontbonden voetbalelftal van Servië en Montenegro, als opvolger van de medio 2003 opgestapte Dejan Savićević.

## Spelerscarrière
Petković kwam als speler uit voor OFK Beograd en Troyes AF. Hij nam met Joegoslavië deel aan het EK 1968 en het WK 1974. Op het EK 1968 speelde hij in de eerste finalewedstrijd tegen Italië, op het WK 1974 scoorde hij in de 9-0-zege van Joegoslavië tegen Zaïre.